# Álvaro José
Álvaro José Paes Leme de Abreu (São Paulo, 9 de setembro de 1958), mais conhecido simplesmente por Álvaro José, é um jornalista e locutor esportivo brasileiro. Atualmente trabalha na Rádio Transamérica.
É filho do também jornalista Álvaro Paes Leme de Abreu e pai da atriz Fernanda Paes Leme.
Trabalhou nos canais Rede Bandeirantes, BandSports, Rede Globo e Rede Record. Foi blogueiro em Pequim pelo portal Terra. Ganhou prêmios-APCA, de jornalismo e Ford/ACESP.
Narrador oficial da história das olimpíadas, lançou um DVD pela Revista Placar, que o considerou "A voz das Olimpíadas". Esteve em 11 Olimpíadas - 1980, 1984, 1988, 1992, 1996, 2000, 2004, 2008, 2012, 2016 e 2020.
Cobriu também cinco Copas do Mundo, quatro Jogos Olímpicos de Inverno, além de campeonatos mundiais de voleibol, natação e ginástica, entre outros eventos.

## Biografia

### Carreira
Sua carreira na televisão começou em 1975, na Rede Bandeirantes, quando participou do programa Transa Esportiva, que era apresentado por Alexandre Santos e J. Hawilla.
Em 1981, transferiu-se para a Rede Globo, onde transmitiu a final histórica do torneio de Wimbledon entre Jimmy Connors e John McEnroe, decidida em 3 sets a 2 para Connors após 4 tiebreaks.
Em agosto de 1982, em um evento que foi transmitido ao vivo no Fantástico, narrou o recorde mundial do Ricardo Prado nos 400 metros medley do Mundial de Natação no Equador.
Em 1983, retornou para a Rede Bandeirantes, onde narrou a temporada da NBA, além de vários eventos esportivos.
Nos jogos de Barcelona, em 1992, o narrador improvisou ao transmitir uma competição de judô, do brasileiro Rogério Sampaio, sem assistir a luta. Conforme relatou ao UOL Esporte:
"Eu estava no estádio Olímpico de Montjuic. Naquela época tínhamos todos os sinais na posição de comentarista, o que não acontece hoje. A primeira luta do Rogério foi contra o português Augusto Almeida, luta no tatame B e eu só tinha sinal do tatame A. Aí fechei os olhos, colocaram no meu ouvido o retorno do nosso editor Rogerio Carneireiro, que foi árbitro de judô. Ele que falava: "Eles estão em pé. Agora no solo". Imaginei a luta e com a ajuda dele fui falando. Quando a luta acabou, duvidaram que eu não tinha o sinal. Nelson Guzzardi, diretor da transmissão, abaixou o comunicador e todos bateram palmas. Fizemos o mesmo na segunda luta contra o sul-coreano Sang Moon. Aí, mal acabou o combate, veio ordem do Luciano do Valle para eu abandonar o atletismo e descer o Montjuic para o estúdio da TV. As outras lutas foram feitas de lá, até o ouro contra o húngaro Jozsef Csak".
Em 2008, em Pequim, participou da oitava Olimpíada de sua carreira. Narrador oficial da história das olimpíadas, lançou um DVD pela Revista Placar, que o considerou "A voz das Olimpíadas".[carece de fontes?] Trabalhou na Rede Bandeirantes até o final de 2009.
Em 2010, Álvaro José muda de emissora e passa a integrar o time da Rede Record. Ele foi escalado para cobrir as Olimpíadas de Inverno em Vancouver. É um grande fã do esporte dança no gelo, onde sempre faz um comentário à parte e grande crítico da Copa no Brasil.[carece de fontes?] Álvaro manteve um blog no portal R7.
Em 2012, retorna ao Grupo Bandeirantes, somente nas rádios, como comentarista de esportes da Bradesco Esportes FM e da Rádio Bandeirantes. Álvaro ficou na Rede Record até janeiro de 2016 quando retornou para mais uma passagem pela Rede Bandeirantes para cobrir mais uma edição dos Jogos Olímpicos, tendo depois delas ficado nos canais Band e BandSports, como narrador, comentarista e apresentador de programas esportivos.
Em 2023, retorna ao rádio, agora na equipe esportiva da Rádio Transamérica.

### Prêmios
| Ano  | Prêmio                                                                     | Categoria                   | Resultado | Ref.  |
| ---- | -------------------------------------------------------------------------- | --------------------------- | --------- | ----- |
| 2002 | Troféu ACEESP (Associação dos Cronistas Esportivos do Estado de São Paulo) | Televisão - Outros Esportes | Venceu    | [ 6 ] |